# Festival američkog filma u Deauvilleu
Festival američkog filma u Deauvilleu (fr. Festival du cinéma américain de Deauville) je godišnji filmski festival posvećen američkoj kinematografiji, te utemeljen 1975. u Deauvilleu.
Utemeljili su ga Lionel Chouchan, André Halimi i tadašnji gradonačelnik Deauvillea Michel d'Ornano, uz potporu lanca hotela i kasina Groupe Lucien Barrière koji je omogućio lokaciju za održavanje festivala.  Iako festival nije natjecateljskog karaktera, od 1995. godine dodjeljuju se nagrade za dugometražne filmove, a od 1998. za kratke filmove.

## Nagrade
Na festivalu se dodjeljuje nekoliko nagrada, najvažnija je Velika nagrada (fr. Grand Prix). Od 1995. do 2007. godine nagrada je nosila naziv Grand Prix spécial Deauville, a 1998. i 1999. Grand Prix du cinéma indépendant américain. Zatim slijedi nagrada žirija (fr. Prix du Jury) koja se od 1995. do 1997. godine nazivala Prix du jury spécial Deauville (specijalna nagrada žirija Deauvillea) i Prix spécial du jury du cinéma indépendant américain (specijalna nagrada žirija američkog nezavisnog filma) 1998. i 1999. godine. Od ostalih se dodjeljuju nagrada publike, nagrada internacionalne kritike, nagrada Révélation Cartier, koju dodjeljuje žiri sastavljen od perspektivnih glumaca i filmaša. Od 2004. do 2006. godine dodjeljivala se i nagrada za scenarij.
Posebno mjesto zauzima nagrada Michel d'Ornano za prvi film na francuskom jeziku. Odabrani redatelj-pisac i producent se nagrađuju s 3,000 eura, a francuski distributer s 10,000 eura kao pomoć u promociji filma. Nagradu, koja je nazvana u čast bivšeg gradonačelnika Deauvillea i suosnivača festivala Michela d'Ornana, podupire Francusko-američka kulturna zaklada.